# Pèdum
Pèdum (en llatí: Pedum, en grec antic: Πέδα) va ser una antiga ciutat del Latium que sembla que tenia una certa importància.
Estava situada entre Tibur i Praeneste. La seva identificació amb la moderna Gallicano nel Lazio, no està plenament confirmada tot i que és molt probable, però també podria ser Zagarolo o altres ciutats de la rodalia.

## Primers enfrontaments amb Roma
Ja és esmentada per Dionís d'Halicarnàs com una de les trenta ciutats que formaven la Lliga llatina i que van lluitar contra Roma l'any 493 aC. El 488 aC Els volscs, dirigits pel general Coriolà, la van ocupar puntualment i és esmentada juntament amb Labicum i Corbió. Dionís d'Halicarnàs diu que llavors era una ciutat petita, i no torna a aparèixer fins al 358 aC quan els gals, que havien invadit el Latium, van acampar a la seva rodalia i van sufrir una gran derrota a mans del dictador Gai Sulpici Pètic.

## Primer setge en la guerra llatina, 339 aC
Durant la gran guerra llatina Pedum va ser una de les principals ciutats dels llatins però no és esmentada als inicis de la guerra, encara que sens dubte hi va prendre part. El 339 aCels romans dirigits pel cònsol Emili Mamercí la van assetjar i la defensaven les forces pròpies més les dels aliats: Tibur, Praeneste, Velitres, Lanúvium i Antium.

## Segon setge en la guerra llatina, 338 aC
Emili va desistir però al següent any Furi Camil hi va repetir el setge; aquesta vegada només van arribar a temps les forces de Tibur i Praeneste i Camil les va derrotar davant Pedum que va prendre per assalt immediatament després. Aquesta victòria va suposar la fi de la guerra llatina i per aquest motiu Furi Camil va ser honorat amb un triomf
Al final de la guerra els habitants de Pedum, com els d'alguna altra ciutat llatina, van obtenir la ciutadania romana sense dret de sufragi (civitas sine suffragio).
Va entrar en decadència i la ciutat va desaparèixer al cap de pocs anys. El nom d'Ager Pedanis és esmentat per Ciceró i Horaci però al temps de Plini el Vell ja s'havia perdut.